# 蒙泰恩加城堡

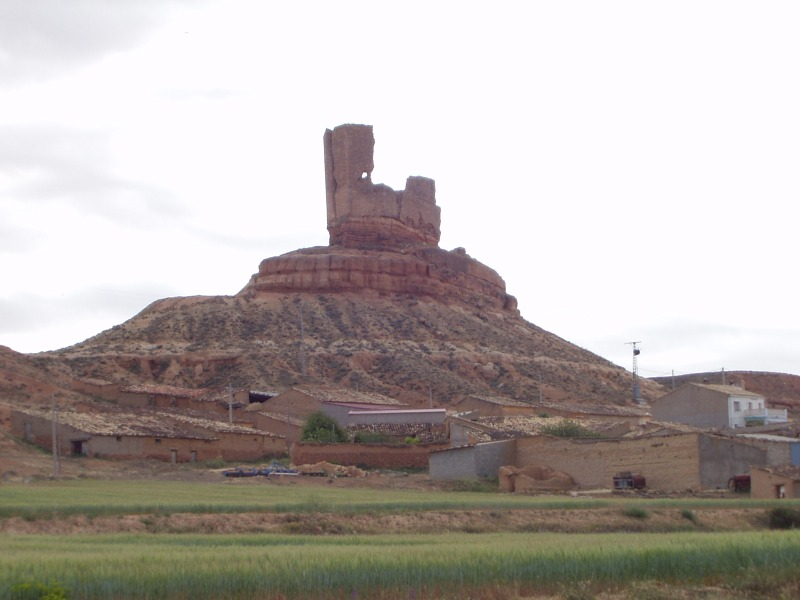
從蒙泰恩加城堡俯瞰蒙泰恩德加索里亞

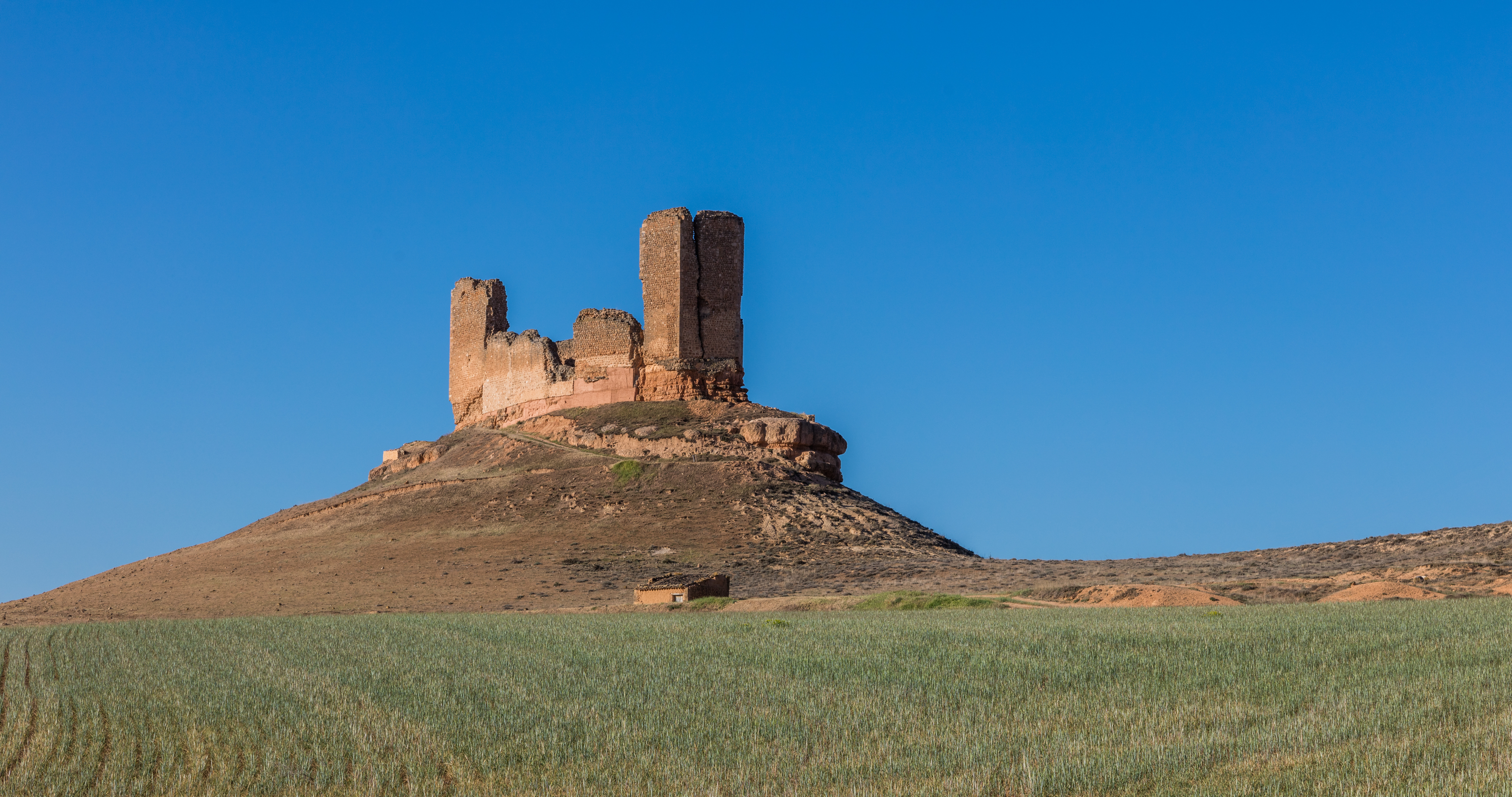
從西班牙A2高速公路和鐵路線俯瞰的蒙泰恩加城堡

蒙泰恩加城堡是位於西班牙索里亞的一座城堡，是哈隆河防線的一部分，該河位於埃布羅高原和有戰略聯結之盆地之間的自然通道中。這座城堡坐落在陡峭而漫長的高山上，從那裡可以俯瞰蒙托恩加·德索里亞鎮（Montuenga de Soria）。建築物的其餘部分（兩端各有兩個多邊形塔）則是牆壁連接起一塊。
蒙泰恩德加索里亞位於索里亞省，距離馬德里約105公里遠。村里是阿爾科斯德哈隆自治區的城鎮的一部分，約五公里遠。俯瞰會看到當時由卡斯蒂利亞和亞拉岡受控的通道，這區域兩方宣稱都有控制該地的主權而引起王位繼承戰爭。